# Antodynerus meridionalis
Antodynerus meridionalis är en stekelart som först beskrevs av Henri Saussure 1862.  Antodynerus meridionalis ingår i släktet Antodynerus och familjen Eumenidae. Utöver nominatformen finns också underarten A. m. limatulus.